# Vicente Lillo
Vicente Lillo García (ur. 18 listopada 1975) – hiszpański zapaśnik walczący w stylu klasycznym. Zajął 23 miejsce na mistrzostwach świata w 2006. Trzynasty w mistrzostwach Europy w 2003. Brązowy medalista igrzysk śródziemnomorskich w 2005 i ósmy w 1997 roku.